# Hanspeter Kraft

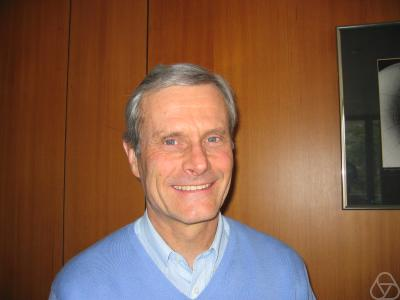
Hanspeter Kraft

Hanspeter Kraft (* 29. Februar 1944 in Basel) ist ein Schweizer Mathematiker. Er war von 1981 bis 2014 ordentlicher Professor an der Universität Basel. Kraft ist Algebraiker und beschäftigt sich schwerpunktmässig mit algebraischen Transformationsgruppen und der Klassischen Invariantentheorie. Darüber hinaus war er als Herausgeber und Autor mathematischer Fachbücher tätig.

## Leben
Kraft studierte von 1963 bis 1969 Mathematik an der Universität Basel und diplomierte dort 1967. Im Jahr 1969 promoviert er mit der Arbeit Über die Struktur des Differenzenringes einer endlich erzeugten Körpererweiterung. Von 1970 bis 1974 war er an der Universität Bonn tätig; 1974 habilitierte er sich dort und war in den folgenden zwei Jahren Juniorprofessor an der Universität Regensburg. 1975 kehrte er nach Bonn zurück, war dort zunächst Gastprofessor und ein Jahr später bis 1979 Assistenzprofessor. Von 1979 bis 1981 war er als ordentlicher Professor an der Universität Hamburg angestellt. Von 1981  bis zu seiner Emeritierung im Juli 2014 bekleidete er dieses Amt an der Universität Basel. Kraft ist Doktorvater von Harm Derksen und Peter Littelmann.
Hanspeter Kraft lehrte an der Universität Basel und war Vorsteher des Mathematischen Institutes. Ausserdem ist Kraft Präsident der Euler-Kommission, einer seit 1907 bestehenden Gesellschaft, die sich die Herausgabe des Gesamtwerkes von Leonhard Euler zur Aufgabe gemacht hat. Im Rahmen dieser Tätigkeit war Kraft massgeblich an der Ausrichtung des «Eulerjahres 2007» beteiligt. Kraft war ausserdem von 1990 bis 2006 als Chefredakteur der Commentarii Mathematici Helvetici tätig, dem Publikationsorgan der Schweizerischen Mathematischen Gesellschaft. Seit 2014 ist Kraft auch Präsident der Bernoulli-Euler-Gesellschaft, welche 2022 die Aufgaben der Euler-Kommission übernahm.

## Schriften (Auswahl)
in Fachzeitschriften
- mit Walter Borho: Über die Gelfand-Kirillov-Dimension. In: Mathematische Annalen. Band 220, Nr. 1, 1976, S. 1–24.
- mit Claudio Procesi: Closures of conjugacy classes of matrices are normal. In: Inventiones Mathematicae. Band 53, Nr. 3, 1979, S. 227–247.
- mit Claudio Procesi: Minimal singularities in {\displaystyle GL_{n}}. In: Inventiones Mathematicae. Band 62, Nr. 3, 1981, S. 503–515.
- mit Claudio Procesi: On the geometry of conjugacy classes in classical groups. In: Commentarii Mathematici Helvetici. Band 57, Nr. 4, 1982, S. 539–602.
- mit Vladimir L. Popov:  Semisimple group actions on the three dimensional affine space are linear. In: Commentarii Mathematici Helvetici. Band 60, Nr. 3, 1985, S. 466–479.
- mit Gerald W. Schwarz: Reductive group actions with one-dimensional quotient. In: Publications Mathématiques de l’IHÉS. Band 76, 1992, S. 1–97, (online).
- mit Martin Kohls: Degree bounds for separating invariants. In: Mathematical Research Letters. Band 17, Nr. 6, 2010, S. 1171–1182, doi:10.4310/MRL.2010.v17.n6.a15.

als Autor von Büchern
- Kommutative algebraische Gruppen und Ringe. Heidelberg 1975, Springer-Verlag Berlin, ISBN 978-3-540-07158-7
- Geometrische Methoden in der Invariantentheorie. Braunschweig 1984, Vieweg+Teubner Verlag, ISBN 978-3-528-08525-4

als Mitherausgeber von Büchern
- mit Slodowy, Springer: Algebraische Transformationsgruppen und Invariantentheorie Algebraic Transformation Groups and Invariant Theory. Basel 1989, Birkhäuser, ISBN 978-3-0348-7663-6
- mit Schwarz, Petrie: Topological Methods in Algebraic Transformation Groups. 1989, Birkhäuser Boston, ISBN 978-0-8176-3436-0
- mit Campbell, Helminck, Wehlau: Symmetry and Spaces: In Honor of Gerry Schwarz. 2000, Springer, ISBN 978-0-8176-4874-9